# Hausförmiger Schrein
Hausförmige Schreine (englisch House-shaped shrine) sind kleine tragbare, frühmittelalterliche Reliquienbehältnisse aus Holz und Metall in Form quaderförmiger Häuser mit Giebeldach. Typisch ist ein mit Platten aus Silber- und Kupferlegierungen bedeckter Holzkasten. Sie stammen meist aus dem 8. oder 9. Jahrhundert und wurden in England, Italien, Irland, Norwegen, Schottland und Wales gefunden.
Die Schreinidee scheint ihren Ausgangspunkt in Irland zu haben. In Schottland und im angelsächsischen England, insbesondere in Northumbria, das Verbindungen zu Irland hatte, wurden sie relativ schnell eingegliedert. Der Schrein verbreitete sich im 10. und 11. Jahrhundert nach den Wikingereinfällen in Irland auch nach Norwegen.
Einige hausförmige Schreine enthielten die Überreste von Körpern. Der Schrein des Heiligen Máedóg
(Breac Maodhóg) aus dem 11. Jahrhundert barg mit dem Heiligen in Verbindung stehende Manuskripte. Viele Schreine wurden Jahrhunderte nach ihrer Entstehung stark überarbeitet und dabei oft mit zeitgenössischen, romanisch beeinflussten, kontinentalen Skulpturen versehen. Zu den hausförmigen Schreinen gehören auch glocken- (St Patrick's Bell Shrine) und zeltförmige Exemplare (St.-Manchán-Schrein).
Erhaltene irische Exemplare sind der auf das späte 7. bis frühe 8. Jahrhundert datierte, als beispielhaft für die Gruppe angesehene Emly-Schrein, die Lough-Erne-Schreine, der Bologna-Schrein (alle 9. Jahrhundert), der Breac Maodhóg (11. Jahrhundert) und der St.-Manchán-Schrein (12. Jahrhundert).
Der hausförmige Schrein von Monymusk befindet sich in Schottland, der Schrein von St. Gwenfrewi in Gwytherin in Wales. Drei intakte Exemplare wurden in Norwegen gefunden (der „Kopenhagener“ oder „Ranvaiks Sarg“ und die Melhus- und Setnes-Schreine).